# Gare de Villedieu-les-Poêles
Ne doit pas être confondu avec Gare de Villedieu-sur-Indre.
La gare de Villedieu-les-Poêles est une gare ferroviaire française de la ligne d'Argentan à Granville, située sur le territoire de la commune de Villedieu-les-Poêles-Rouffigny, dans le département de la Manche, en région Normandie.
C'est une gare de la Société nationale des chemins de fer français (SNCF), desservie par des trains du réseau TER Normandie.

## Situation ferroviaire
Établie à 150 mètres d'altitude, la gare de Villedieu-les-Poêles est située au point kilométrique (PK) 101,262 de la ligne d'Argentan à Granville, entre les gares ouvertes de Saint-Sever et de Folligny. Autrefois avant Saint-Sever se trouvait la gare de Saint-Aubin.

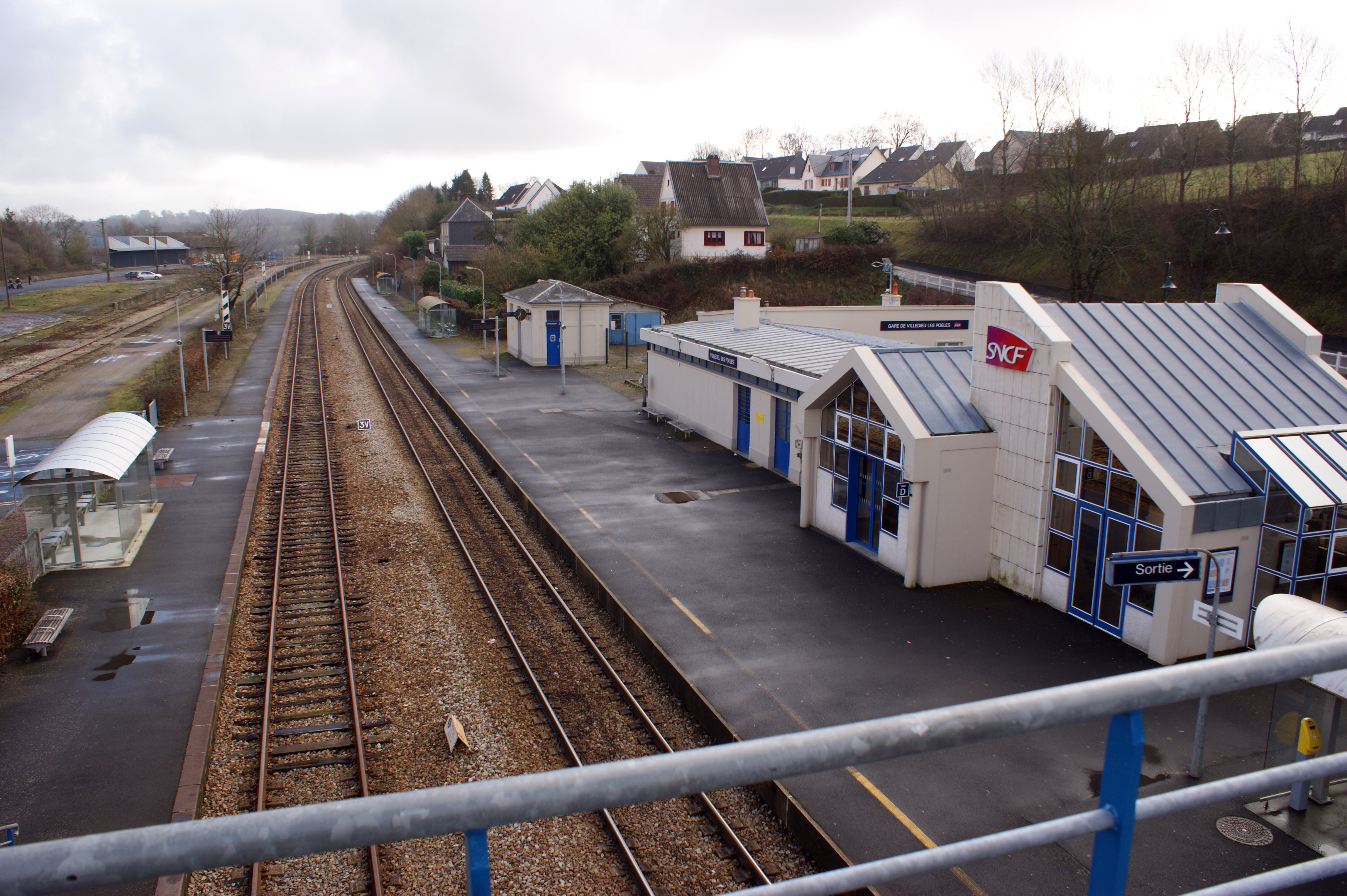
Voies, quais et bâtiment voyageurs vue de la passerelle en direction d'Argentan.

## Histoire
Elle est mise en service le 3 juillet 1870 avec l'ouverture de la voie entre la gare de Vire et la gare de Granville.

## Service des voyageurs

### Accueil
Gare SNCF, elle dispose d'un bâtiment voyageurs avec distributeurs automatiques de titres de transport régionaux, le guichet ayant été fermé en 2018. Elle est équipée de deux quais latéraux, le quai « A IMPAIR », pour la voie E, qui dispose d'une longueur totale de 290 m et le quai « A PAIR », pour la voie D, qui dispose d'une longueur totale de 350 m. Les deux quais possèdent des abris voyageurs. Le changement de quai se fait par une passerelle.

### Dessertes
En 2012, la gare est desservie par la ligne commerciale Paris - Granville (Intercités), les trajets étant assurés par des autorails X 72500 et par la ligne commerciale Dreux - Argentan - Granville (TER Normandie), les trajets étant assurés par des autorails X 4750.
En 2025, la gare est desservie par la ligne NOMAD Train Krono Paris-Granville et par une desserte saisonnière Paris - Pontorson-Mont-Saint-Michel. Les trajets sont assurés par des rames Régiolis version B 84500, qui depuis 2021 roulent au biocarburant issu du colza, le B100.

### Intermodalité
La gare est desservie par la ligne 306 du réseau Nomad. Un parking pour les véhicules et les vélos y est aménagé. Une borne de recharge pour véhicules électriques avec deux prises y est également installée.

Installations de la gare
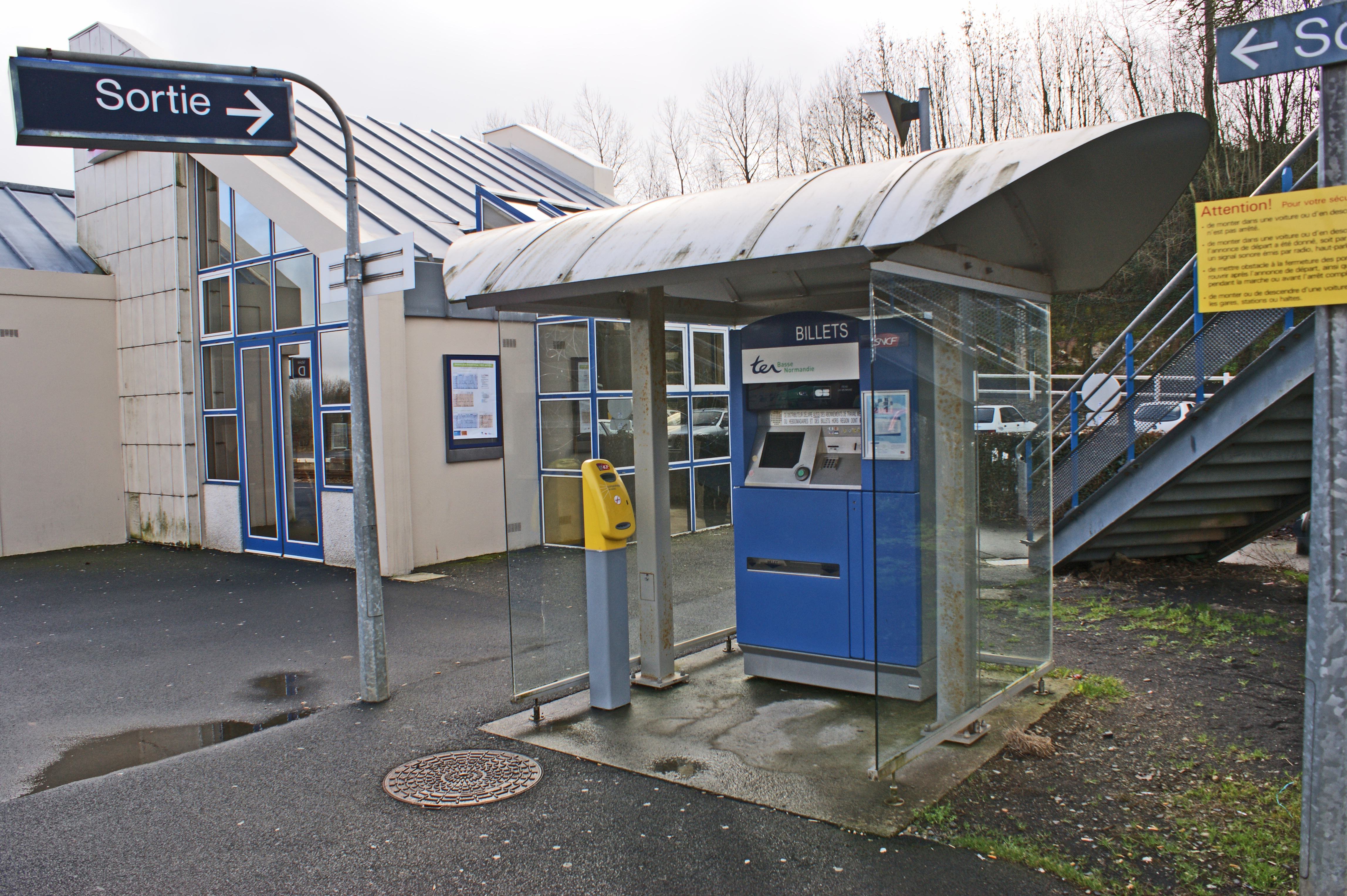
Automate TER.
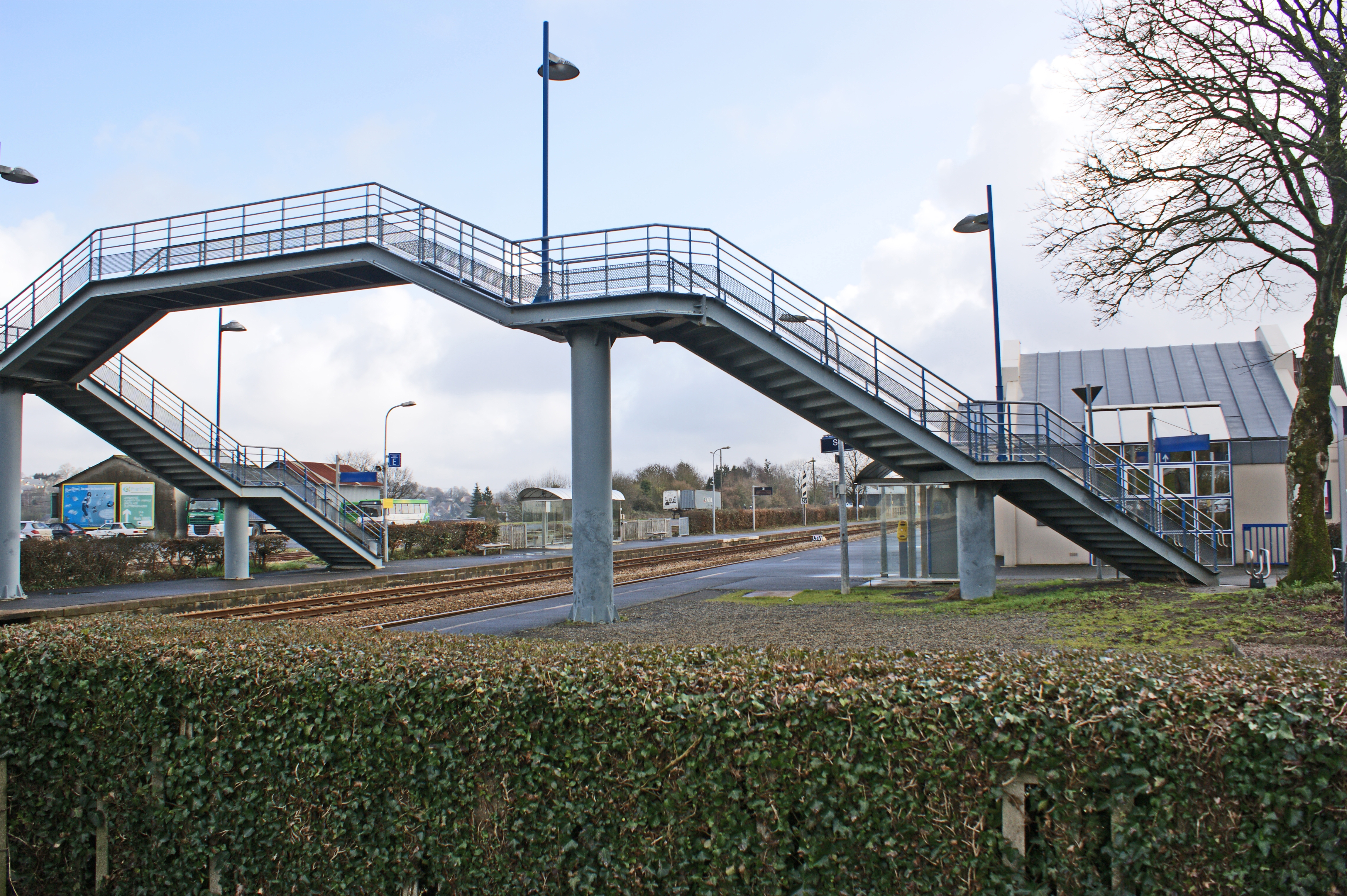
Passerelle.
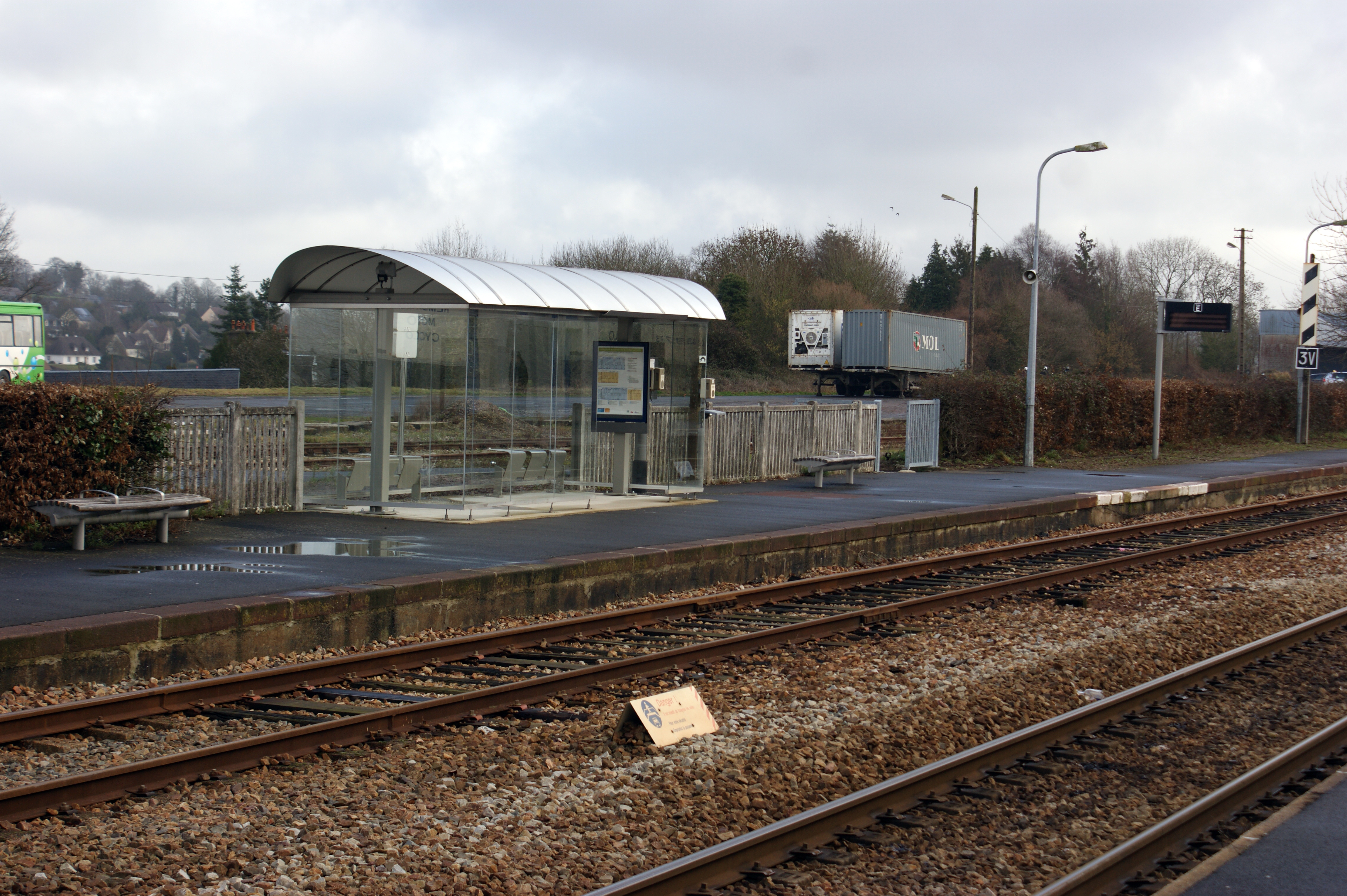
Voies et abri..